# Nyctemera rostrigera
Nyctemera rostrigera là một loài bướm đêm thuộc phân họ Arctiinae, họ Erebidae.